# Epigravettien
Het Epigravettien is een laatpaleolithische archeologische cultuur die op basis van lithische industrieën in Italië en Oost-Europa gedefinieerd is als opvolger van het Gravettien.

## Chronologie en regionale verschillen
Radiokoolstofdateringen van vondsten uit de laatste fase van het Epigravettien plaatsen deze in het Allerød-interstadiaal (13.900 tot 12.850 BP), wat betekent dat deze gelijktijdig zijn met het einde van het Solutréen en het Magdalénien van West- en Midden-Europa.
Enige sites in Moldavië tonen een vroeg-Epigravettien (20.000-17.000 BP) en daaropvolgend een laat-Epigravettien (13.500-11.000 BP). Op de locaties Pavlov en Dolní Věstonice zijn haardplaatsen ter bereiding van voedsel gevonden die een zekere continuïteit met het voorafgaande Gravettien tonen.
Onderzoek aan de abri van Dalmeri, gelegen aan de noordoostelijke rand van de hoogvlakte van de Sette Comuni in Trente toonden sporen van de eindfase van het late Epigravettien. Andere vondsten zijn gedaan in de Rainaudegrot bij Le Muy, departement Var. Een groot aantal skeletresten zijn gevonden op een zevental archeologische locaties in het zuidoosten van Sicilië.

## Kunst

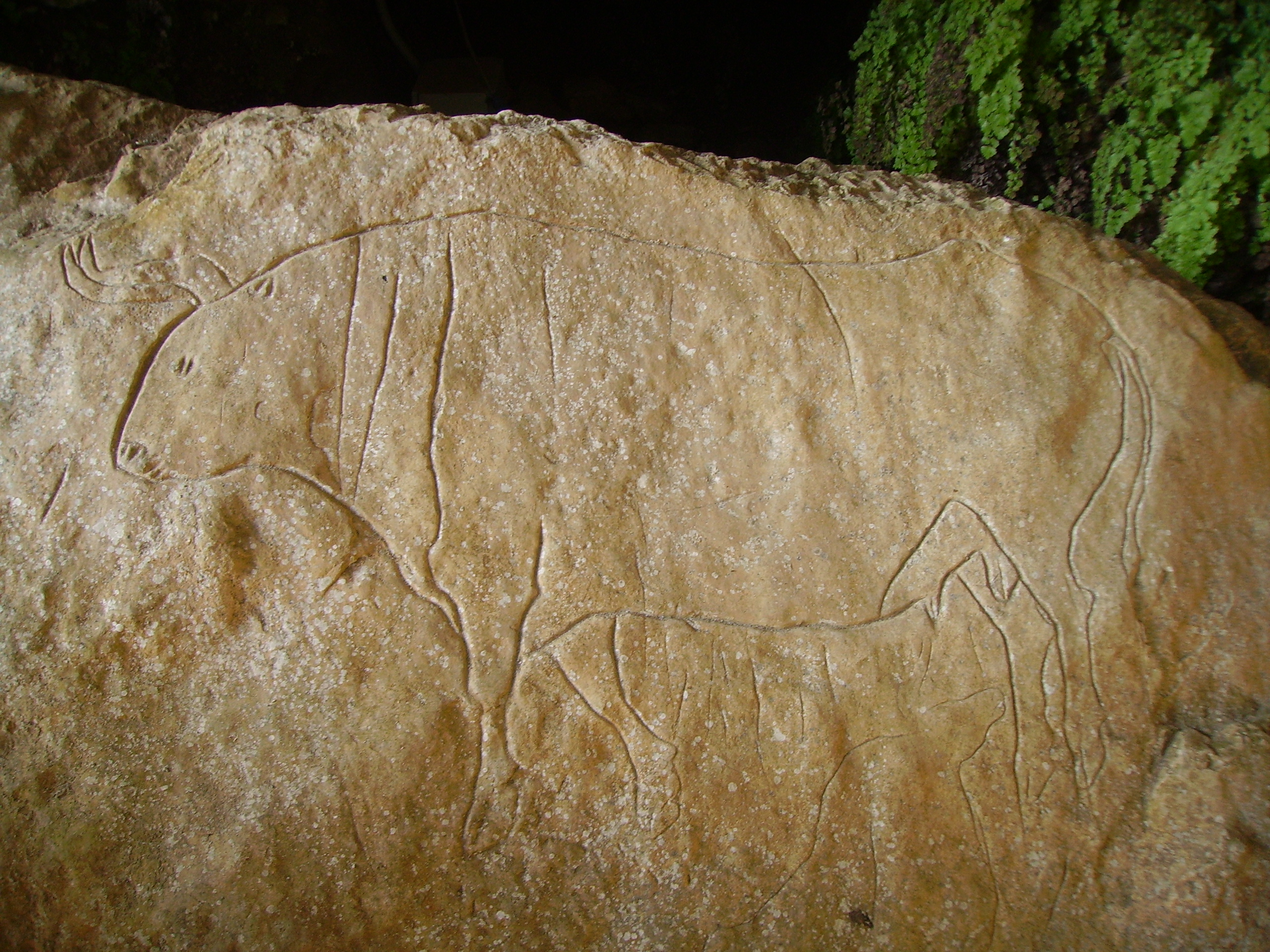
rotstekening uit de Grotta del Romito

Tussen 1991 en 2005 zijn op verschillende sites meerdere stenen gevonden met naturalistische en schematische afbeeldingen in oker, welke een nieuw zicht geven op de kunst en de spiritualiteit van het Epigravettien.
Bij de grotta del Romito in Calabrië zijn rotstekeningen van meerdere dierfiguren, waaronder twee oerossen gevonden, geassocieerd met twee graven met elk twee lichamen.
Bij Mezin in Oekraïne zijn enkele der oudste vondsten van muziekinstrumenten ter wereld gedaan.

## Tanden
De tanden van meerdere individuen uit de laatste fase van het Epigravettien gevonden in de grotten van Arene Candide maken het mogelijk hun gebitten te reconstrueren. Deze worden gekarakteriseerd door een sterke mesiodistale (voorachterwaartse) afvlakking van de verstandskies in de bovenkaak en geringe verschillen tussen tegenoverstaande homologe tanden. De achterste tanden zijn sterk versleten, waaruit de intensiteit van gebruik van de tanden blijkt, maar cariës is afwezig.

## Paleogenetica
Een analyse van oud DNA van Epigravettien-individuen uit Italië heeft aangetoond dat ze niet nauw verwant waren aan de eerdere Gravettien-bewoners van het schiereiland, maar in plaats daarvan behoorden tot de Villabruna-gencluster. Deze groep was nauwer verwant aan oude en moderne volkeren van Zuidwest-Azië en de Kaukasus dan aan de eerdere Europese cro-magnonmens. Deze Epigravettienvolkeren, behorend tot de westelijke jagers-verzamelaars, breidden zich uit naar West-Europa aan het einde van het Pleistoceen en vervingen grotendeels de Magdalénien-volkeren die voorheen de regio domineerden.